# Jordan Murphy
Jordan Bernard Murphy (San Antonio, Texas; 28 de febrero de 1997) es un jugador de baloncesto estadounidense con doble nacionalidad de Islas Vírgenes que pertenece a la plantilla de los Capitanes de Ciudad de México de la G League. Con 2,01 metros de estatura, juega en la posición de ala-pívot.

## Trayectoria deportiva

### Universidad
Jugó cuatro temporadas con los Minnesota de la Universidad de Minnesota, en las que promedió 13,5 puntos, 9,8 rebotes, 1,4 asistencias y 1,0 tapones por partido. En sus cuatro temporadas fue incluido en los mejores quintetos de la Big Ten Conference. En el mejor quinteto de novatos en 2016, y en los tres años siguientes fue pasando del tercero hasta el mejor quinteto de la conferencia en 2019.
Acabó su carrera como líder en rebotes y doble-dobles de los Golden Gophers de todos los tiempos. Ocupa el segundo lugar en la historia de la Big Ten (tras Jerry Lucas) en rebotes en su carrera.

### Profesional
Tras no ser elegido en el Draft de la NBA de 2019, se unió a los Minnesota Timberwolves para disputar las Ligas de Verano de la NBA, donde en siete partidos promedió 8,9 puntos y 4,9 rebotes.
En el mes de septiembre firmó contrato con los Timberwolves, pero fue despedido poco después tras jugar un único partido de pretemporada. Poco después, pasó a formar parte del filial en la G League, los Iowa Wolves.
En verano de 2020, firma por el Ironi Nes Ziona B.C. de la Ligat ha'Al, para disputar la temporada 2020-21. Luego se unió a los Leones de Ponce en el Baloncesto Superior Nacional de Puerto Rico en la temporada de 2021 donde promedia 12.9 puntos y 5.9 rebotes.
El 9 de diciembre de 2024 es anunciado nuevo jugador de Capitanes de Ciudad de México de la NBA G League 